# 兵庫県道163号柴山停車場線
兵庫県道163号柴山停車場線（ひょうごけんどう163ごう しばやまていしゃじょうせん）は、兵庫県美方郡香美町を通る一般県道である。

## 概要
JR西日本山陰本線 柴山駅前から兵庫県道・京都府道11号香美久美浜線交点に至る。

### 路線データ
- 起点：美方郡香美町香住区浦上（JR西日本山陰本線 柴山駅前）
- 終点：美方郡香美町香住区浦上（兵庫県道・京都府道11号香美久美浜線交点）
- 総延長：369 m

## 地理

### 通過する自治体
- 美方郡香美町

### 交差する道路
| 交差する道路                       | 交差する場所 | 交差する場所 |
| ---------------------------------- | ------------ | ------------ |
| 兵庫県道・京都府道11号香美久美浜線 | 香住区浦上   | 終点         |

### 交差する鉄道
- 山陰本線

### 沿線
- JR西日本山陰本線 柴山駅